# 永沼重己
永沼 重己（ながぬま しげみ、1937年〈昭和12年〉3月15日- 2012年〈平成24年〉4月3日）は、福岡県小倉市（現在の北九州市）出身の理容師。北九州市小倉北区紺屋町の理髪店「ヘアサロン永沼」の元経営者で、パンチパーマの考案者とされる。

## 人物歴
美容室の家に生まれ、19歳で理容業に入り、26歳で独立開業。1970年代、それまでの髪型よりもファッション性に優れた男性向けの髪型としてパンチパーマを考案すると、これが全国的に流行する髪型となった。永沼が自らパンチパーマ用に改造したヘアーアイロンはその後の改良の末、1980年（昭和55年）に「整髪用電気アイロン」、通称「永沼式エッジ・アイロン」として特許庁に実用新案登録され、理容器具メーカーの協力により商品化された。このアイロンも日本全国で爆発的に売れ、理容関係者らから器具の講習の依頼が殺到したため、永沼は北は北海道から南は沖縄まで、講習のために全国各地を飛び回った。
人物像は、夫人の談によれば「職人の鑑のような人」で、常に店の道具の手入れを欠かさなかった。高熱のヘアーアイロンは頭皮の火傷に繋がり得ることから、夫人がアイロンでわずかでも音をさせると睨みつけたという。2008年（平成20年）に大病を患い余命2年の宣告を受けるが、翌2009年（平成21年）に現場復帰。その後も薬を飲みながら死去の前々日まで店に立ち（死去前日は定休日）、最期まで生涯現役を貫き通した。75歳没。その後は永沼に20年師事した娘婿が店を継いでいる。

## パンチパーマの考案
1970年代当時、男性の髪型といえば銀行員に象徴される七三分けか、1964年（昭和39年）に開催された東京オリンピックに触発されてのスポーツ刈りが主流だったことから、永沼はそれらよりもファッション性に優れた髪型を研究。黒人の短い縮れ毛をヒントとして、当時は主に女性のカールに使われていたヘアーアイロンに自ら改造を重ねた末、パンチパーマを誕生させた。
この髪型は従来になかった力強さや斬新さで話題を呼び、1970年代から1980年代にかけて大流行に至った。全国理容生活衛生同業組合連合会などによれば、当時の理容業界は徒弟制度が色濃く残っており、理容技術は「見て盗むもの」とされていたため、永沼が講習に積極的だったこともパンチパーマの普及に一役買ったと見られている。
なお永沼自身は当初「これ以上ない髪型」として「チャンピオンプレス」と名付けたが、この名称は定着せず、「パンチの効いた男性らしさ」との意味でパンチパーマの名称が定着した。その後もテレビや映画のパンチパーマ姿の悪役などの影響でパンチパーマの印象が悪くなったこともあり、永沼の店ではこの名称ではなく当初通り「チャンピオンプレス」と呼ばれ、後には「ストリュームヘア」の名が用いられている。